# Indische Frauen-Cricket-Nationalmannschaft in Bangladesch in der Saison 2024
Die Tour der indischen Frauen-Cricket-Nationalmannschaft nach Bangladesch in der Saison 2024 fand vom 28. April bis zum 9. Mai 2024 statt. Die internationale Cricket-Tour war Bestandteil der internationalen Cricket-Saison 2024 und umfasste fünf WTwenty20s. Indien gewann die Serie mit 5−0.

## Vorgeschichte
Für beide Mannschaften war es die erste Tour der Saison. Das letzte Aufeinandertreffen der beiden Mannschaften bei einer Tour fand in der Saison 2023 in Bangladesch statt.

## Stadion
Die folgenden Stadien wurde für die Tour ausgewählt und am 3. April 2024.
| Stadion                                             | Stadt  | Kapazität | Spiele           |
| --------------------------------------------------- | ------ | --------- | ---------------- |
| Sylhet International Cricket Stadium                | Sylhet | 18.500    | 1., 2. & 5. WT20 |
| Sylhet International Cricket Stadium Academy Ground | Sylhet |           | 3. & 4. WT20     |

## Kaderlisten
Indien benannte seinen Kader am 15. April 2024. Bangladesch benannte seinen Kader am 16. April 2024.
| WTwenty20 | WTwenty20 |
| Bangladesch | Indien |
| --- | --- |
| - Nigar Sultana (K, wk) - Nahida Akter (VK) - Dilara Akter - Marufa Akter - Shorna Akter - Rubya Haider - Habiba Islam - Rabeya Khan - Fahima Khatun - Murshida Khatun - Shorifa Khatun - Sultana Khatun - Ritu Moni - Sobhana Mostary - Fariha Trisna | - Harmanpreet Kaur (K) - Smriti Mandhana (VK) - Yastika Bhatia (wk) - Richa Ghosh (wk) - Dayalan Hemalatha - Saika Ishaque - Amanjot Kaur - Shreyanka Patil - Titas Sadhu - Sajana Sajeevan - Deepti Sharma - Renuka Singh - Asha Sobhana - Shafali Verma - Pooja Vastrakar - Radha Yadav |

## Women’s Twenty20 International

### Erstes WTwenty20 in Sylhet
| 28. April Scorecard | Sylhet | Indien 145-7 (20)          | – | Bangladesch 101-8 (20) |
|                     |        | Indien gewinnt mit 44 Runs |   |                        |

Indien gewann den Münzwurf und entschied sich als Schlagmannschaft zu beginnen. Als Spielerin des Spiels wurde Renuka Singh ausgezeichnet.

### Zweites WTwenty20 in Sylhet
| 30. April Scorecard | Sylhet | Bangladesch 119 (20)                    | – | Indien 47-1 (5.2/5.2) |
|                     |        | Indien gewinnt mit 19 Runs (D/L method) |   |                       |

Bangladesch gewann den Münzwurf und entschied sich als Schlagmannschaft zu beginnen. Das Spiel wurde auf Grund von Regenfällen abgebrochen. Als Spielerin des Spiels wurde Dayalan Hemalatha ausgezeichnet. 

### Drittes WTwenty20 in Sylhet
| 2. Mai Scorecard | Sylhet (AG) | Bangladesch 117-8 (20)       | – | Indien 121-3 (18.3) |
|                  |             | Indien gewinnt mit 7 Wickets |   |                     |

Indien gewann den Münzwurf und entschied sich als Feldmannschaft zu beginnen. Als Spielerin des Spiels wurde Shafali Verma ausgezeichnet. 

### Viertes WTwenty20 in Sylhet
| 6. Mai Scorecard | Sylhet (AG) | Indien 122-6 (14/14)                    | – | Bangladesch 68-7 (14/14) |
|                  |             | Indien gewinnt mit 56 Runs (D/L method) |   |                          |

Bangladesch gewann den Münzwurf und entschied sich als Feldmannschaft zu beginnen. Das Spiel begann auf Grund von Regenfällen verspätet und daraufhin verkürzt. Als Spielerin des Spiels wurde Harmanpreet Kaur ausgezeichnet.

### Fünftes WTwenty20 in Sylhet
| 9. Mai Scorecard | Sylhet | Indien 156-5 (20)          | – | Bangladesch 135-6 (20) |
|                  |        | Indien gewinnt mit 21 Runs |   |                        |

Indien gewann den Münzwurf und entschied sich als Schlagmannschaft zu beginnen. Als Spielerin des Spiels wurde Radha Yadav ausgezeichnet.

## Auszeichnungen

### Player of the Series
Als Player of the Series wurden die folgende Spielerin ausgezeichnet.
| Serie | Player of the Series |
| ----- | -------------------- |
| WT20  | Radha Yadav          |

### Player of the Match
Als Player of the Match wurden die folgenden Spielerinnen ausgezeichnet.
| Spiel   | Player of the Match |
| ------- | ------------------- |
| 1. WT20 | Renuka Singh        |
| 2. WT20 | Dayalan Hemalatha   |
| 3. WT20 | Shafali Verma       |
| 4. WT20 | Harmanpreet Kaur    |
| 5. WT20 | Radha Yadav         |